# 哈尔滨国际会展体育中心体育场
哈尔滨国际会展体育中心体育场，位于黑龙江省哈尔滨市南岗区经济开发区会展中心内，由哈尔滨工大集团出资建造，落成于2004年，现为中国足球甲级联赛球队黑龙江冰城的主场，也经常作为演唱会的举办场地。

## 体育比赛
虽然名为体育场，但是自2004年建成以后，其主要的用途却是举办演唱会和汽车交易市场，场内没有草坪，也没有塑胶跑道 。直至2009年8月17日中国国家男子足球队决定于同年9月19日在哈尔滨举办一场与塞内加尔国家足球队的热身赛，哈尔滨市才投资600余万人民币着手对体育场进行改造。
2011年4月1日，大连毅腾足球俱乐部宣布将主场迁至哈尔滨的会展中心体育场 ，并改名为哈尔滨毅腾足球俱乐部。
2012年6月，媒体报道由于气候和养护原因，哈尔滨会展中心体育场的草皮已经全部死亡，哈尔滨毅腾面临着不得不迁移主场的危险。事实上，这一年开春以来会展中心体育场的草就没有长出来过，之前的比赛中体育场接近土场地。最终比赛延期进行，体育场花费80万元更换了草皮。
哈尔滨毅腾曾在这块场地上创下过15场主场连胜纪录。
2016年，黑龙江火山鸣泉足球队将此地迁为主场，并于同年参加中国足球乙级联赛。
2017年11月5日，黑龙江火山鸣泉足球队在中乙联赛的决赛中在主场以3：0战胜梅县铁汉生态足球队取得了2017年中国足球乙级联赛的冠军。

## 主要活動
哈爾濱國際會展體育中心體育場經常作為各類演出及商業演唱會及體育的舉辦場地。

### 體育比賽
2009年9月9日，中国国家男子足球队与塞内加尔国家男子足球队友谊赛。
2009年2月18日至2月28日，冬季世界大學生運動會花樣滑冰及開閉幕式。
2014年9月9日，中国国家男子足球队与约旦国家男子足球队友谊赛。

### 演唱会
| 日期                | 歌手    | 演唱会                                 | 场数 |
| ------------------- | ------- | -------------------------------------- | ---- |
| 2004年9月25日       | 劉德華  | Vision Tour 中國巡迴演唱會             | 1    |
| 2005年9月24日       | 周杰倫  | 無與倫比巡迴演唱會                     | 1    |
| 2007年5月25日       | 張學友  | 學友光年世界巡迴演唱會                 | 1    |
| 2007年10月7日       | 劉德華  | Wonderful World 中國巡迴演唱會         | 1    |
| 2009年6月27日       | 縱貫線  | 2009世界巡迴演唱會                     | 1    |
| 2011年6月26日       | 張學友  | 1/2世紀世界巡迴演唱會                  | 1    |
| 2011年9月12日       | 張惠妹  | AMeiZING 15週年世界巡迴演唱會          | 1    |
| 2012年8月11日       | 王力宏  | MUSIC-MAN Ⅱ 火力全開世界巡迴演唱會     | 1    |
| 2013年5月25日       | 五月天  | 諾亞方舟世界巡迴演唱會                 | 1    |
| 2014年8月23日       | 陳奕迅  | EASON's LIFE世界巡迴演唱會             | 1    |
| 2015年6月13日       | 周華健  | 今天唱什麼世界巡迴演唱會               | 1    |
| 2015年7月18日       | 張惠妹  | 烏托邦世界巡城演唱會                   | 1    |
| 2015年9月19日       | 汪峰    | 峰暴來臨超級巡迴演唱會                 | 1    |
| 2016年6月24日       | BIGBANG | MADE V.I.P歌迷見面會                   | 1    |
| 2017年5月27日       | 五月天  | 人生無限公司巡迴演唱會                 | 1    |
| 2017年7月15日       | 張學友  | A CLASSIC TOUR 學友.經典世界巡迴演唱會 | 1    |
| 2018年9月22日       | 張韶涵  | 旅程世界巡迴演唱會                     | 1    |
| 2018年9月22日       | 張韶涵  | 旅程世界巡迴演唱會                     | 1    |
| 2019年6月29日       | 林俊傑  | 聖所2.0世界巡迴演唱會                  | 1    |
| 2019年8月30日       | 莫文蔚  | 絕色莫文蔚25周年世界巡迴演唱會         | 1    |
| 2023年5月20日       | 张杰    | 未·LIVE 「曜·北斗」巡回演唱会          | 1    |
| 2023年6月10日       | 薛之谦  | 天外來物巡迴演唱會                     | 1    |
| 2024年6月23日至24日 | 林俊傑  | JJ20世界巡迴演唱會                     | 2    |
| 2024年7月13日       | 邓紫棋  | G.E.M I AM GLORIA世界巡迴演唱會        | 1    |
| 2025年6月13日至15日 | 五月天  | 回到那一天巡迴演唱會                   | 3    |